# ريكي بيترز
ريكي بيترز (بالإنجليزية: Rick Peters)‏ هو لاعب كرة قاعدة أمريكي، ولد في 21 نوفمبر 1955 في لينووود في الولايات المتحدة.